# Mycosphaerella clematitidis
Mycosphaerella clematitidis är en svampart som först beskrevs av Cornelius Anton Jan Abraham Oudemans, och fick sitt nu gällande namn av Johanson ex Oudem. 1897. Mycosphaerella clematitidis ingår i släktet Mycosphaerella och familjen Mycosphaerellaceae.   Inga underarter finns listade i Catalogue of Life.